# Achinoam Nini

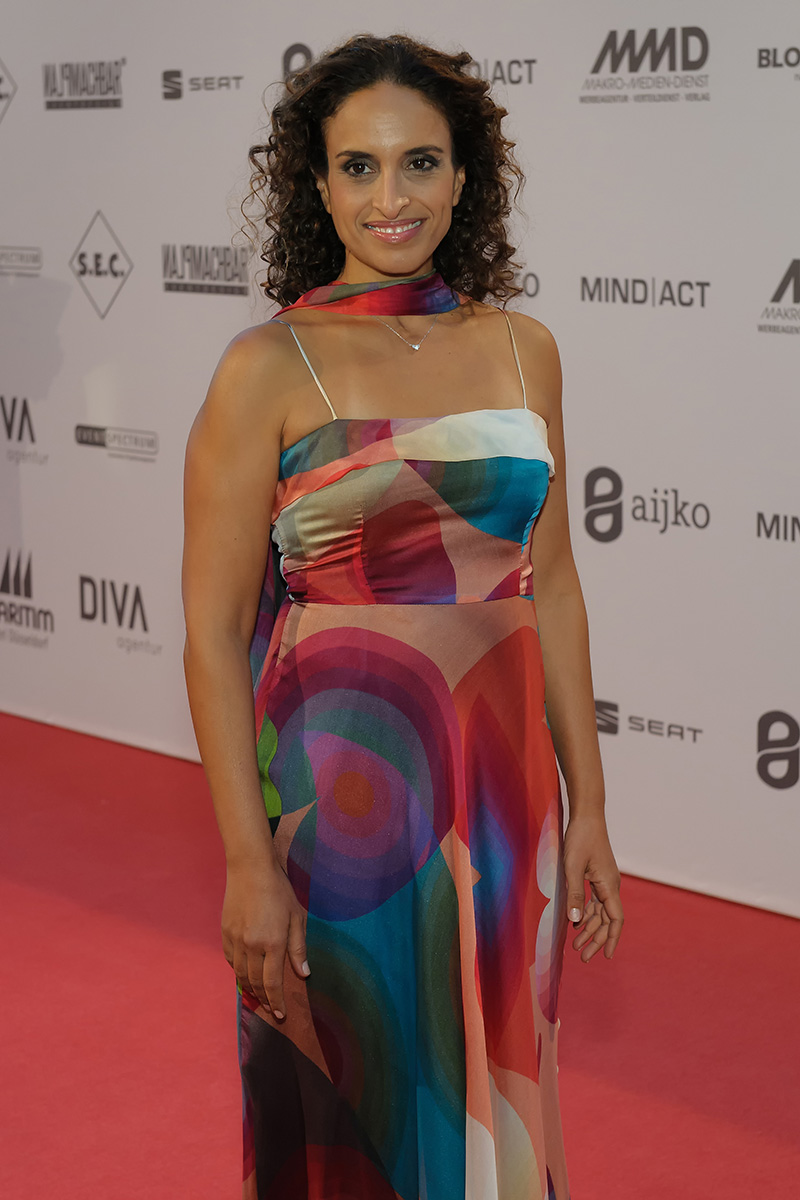
Achinoam Nini auf der 21. UNESCO Charity Gala in Düsseldorf (2012)

Achinoam Nini (hebräisch אחינועם ניני; * 23. Juni 1969 in Tel Aviv) ist eine israelische Sängerin und Liedermacherin. Außerhalb Israels ist sie auch unter ihrem Kurznamen Noa (hebräisch נועה) bekannt.

## Leben und Karriere
In Israel als Kind jemenitischer Juden geboren, lebte sie zwischen ihrem zweiten und 17. Lebensjahr in der New Yorker Bronx. Sie kehrte nach Israel zurück, um dort den auch für Frauen obligatorischen zweijährigen Militärdienst abzuleisten. Danach begann sie ein Studium an der Rimon School, einer Musikhochschule für Jazz und zeitgenössische Musik in Ramat haScharon, wo sie den Gitarristen Gil Dor, ihren langjährigen musikalischen Partner, kennenlernte. Alle bisher erschienenen Alben hat sie mit Gil Dor gemeinsam produziert oder komponiert.
Die Musik-Stile dieses Erfolgs-Duos umfassen Pop, Rock, Blues, R&B, Country, Country Western, Folk, Yemenite & Italian folk. Noa hat eine große Anzahl Lieder eingespielt, darunter solche in Italienisch, Französisch, Spanisch, Englisch, Arabisch, Hebräisch, in Thai, Hindi, im jemenitisch-jüdischen Dialekt, auch jüdische und christliche Gebetstexte, ggf. übersetzt in Hebräisch oder Englisch.
Sie hatte gemeinsame Auftritte oder Einspielungen mit (u. a.) Sting, Stevie Wonder, Carlos Santana, Sheryl Crow, George Benson, Johnny Clegg, Zucchero, Peter Maffay, Pino Daniele, Rita Marcotulli, Rita Kleinstein, Massimo Ranieri, Carlo Fava, Florent Pagny, Jean-Jacques Goldman, Khaled, Amine, Lokua Kanza, Jorge Drexler, Joan Manuel Serrat, mit Meir Banai, Miguel Bosé, Donovan, Maurane, Éric Serra, Pascal Obispo, Patrick Bruel, Mike Mainieri, Chava Alberstein, Gil Dor, Gil Ofarim, Nini Band, Solis String Quartet, Al Di Meola oder Bustan Abraham.
Noa vertrat im Jahr 2009 ihr Heimatland Israel beim Eurovision Song Contest in Moskau. Sie trat im Duett mit der palästinensischen Christin Mira Awad auf und interpretierte das Lied There Must Be Another Way zum Thema Friedensprozess im Nahen Osten. Im ESC-Finale erzielten Noa und Mira Awad den 16. Platz. Beim Sanremo-Festival 2025 präsentierten die beiden Sängerinnen gemeinsam eine mehrsprachige Version von John Lennons Imagine.

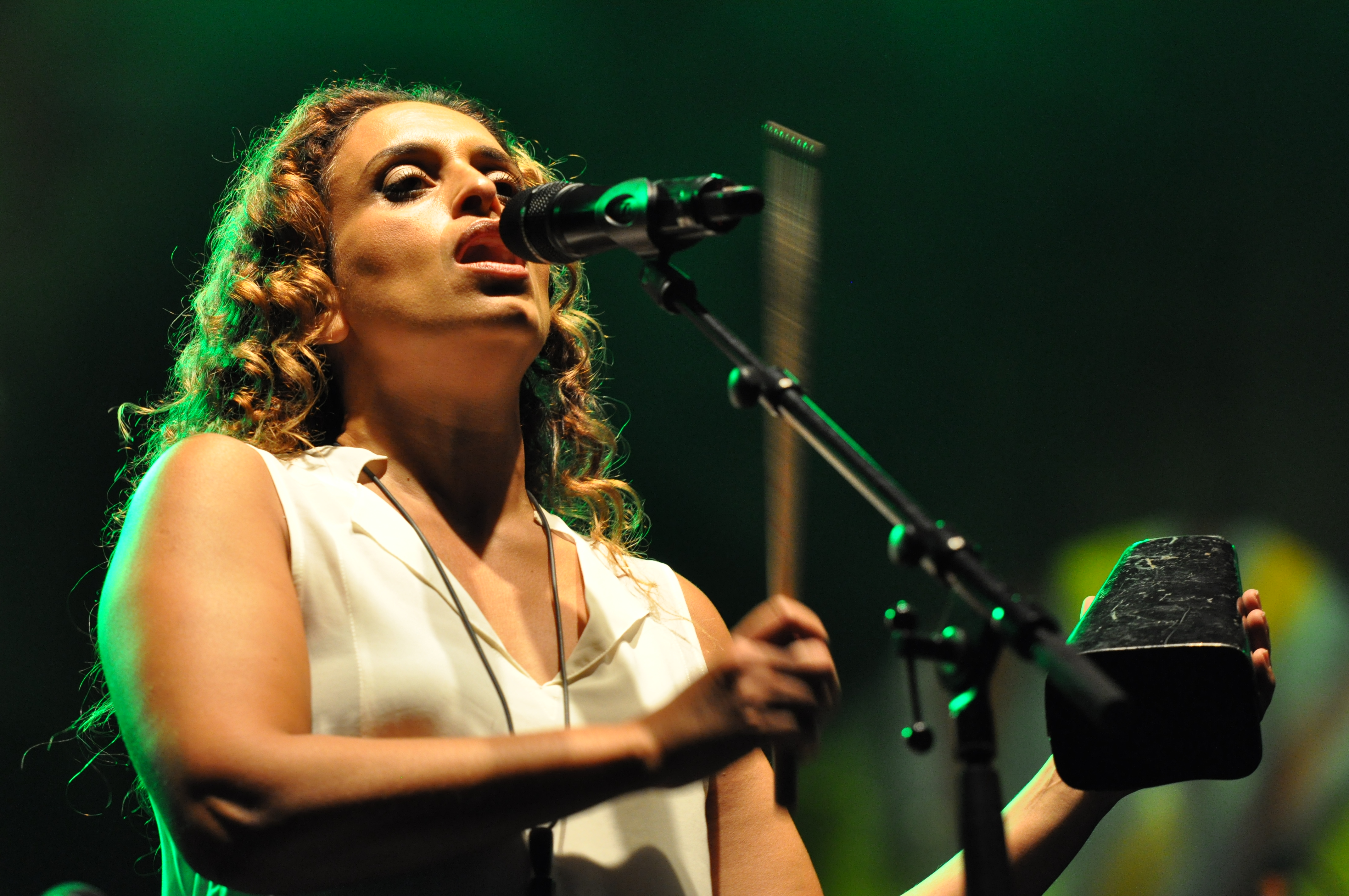
Achinoam Nini beim Bardentreffen 2014

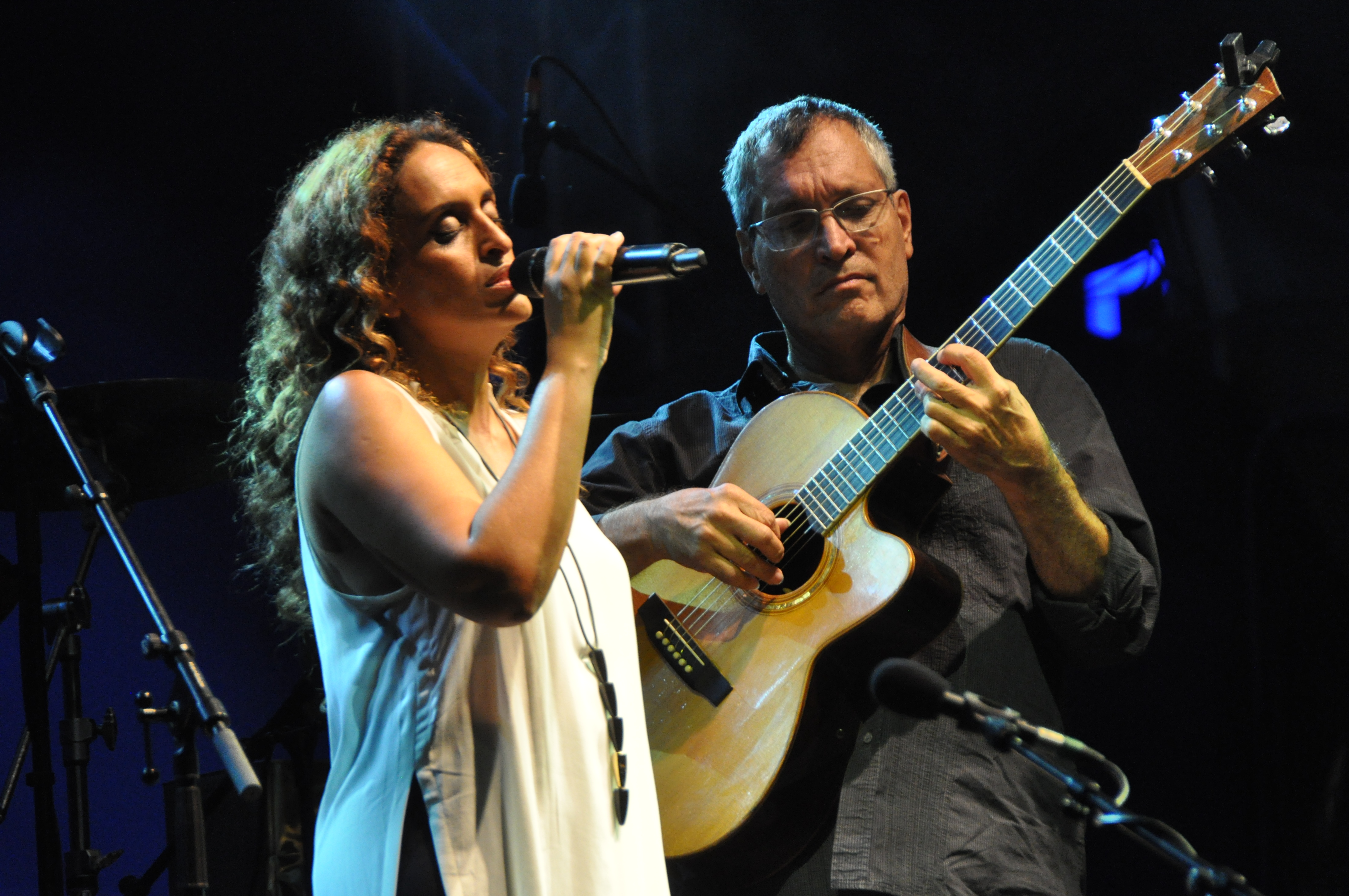
Achinoam Nini mit Gil Dor beim Bardentreffen 2014

Sie ist mit Asher Barak, einem Kinderarzt, verheiratet und hat drei Kinder, Ayehli, Enea und Yum.

## Politisches und gesellschaftliches Engagement
Achinoam Nini setzt sich immer wieder für Frieden und Ausgleich zwischen Juden und Palästinensern ein. So stand sie auch mit Jitzchak Rabin kurz vor dessen Ermordung durch einen israelischen Extremisten auf der Bühne einer Friedenskundgebung in Tel Aviv (4. November 1995). Darüber hinaus gehört sie dem 24-köpfigen Direktorium des New Israel Fund (NIF) an – eines internationalen Fonds, der sich über die Förderung zahlreicher zivilgesellschaftlicher Projekte für Gleichheit und Demokratie in Israel einsetzt. Sie fördert den NIF auch durch ihre künstlerische Arbeit, so beispielsweise im Februar 2017 in Zürich mit einem als PR- und Benefizkonzert abgehaltenen Konzert.
Weiterhin ist sie in mehreren Gremien von Einzelprojekten aktiv, die sich für ein friedliches Miteinander von Juden und Palästinensern einsetzen, darunter den Beiräten des Kunstmuseums von Umm al-Fahm, des Arava Institute for Environmental Studies und des in Nazareth gegründeten internationalen Musikprojekts Polyphony Foundation. Sie engagiert sich für die palästinensisch-jüdischen Jugendprojekte Bridge over the Wadi und Kids Creating Peace (in Neve Shalom), sowie die Begegnungsprojekte Combatants for Peace und Parents’ Circle, unter anderem bei der von diesen jährlich zum israelischen Opfergedenktag organisierten alternativen Gedenkveranstaltung. Nini unterstützt weiterhin öffentlich die israelischen Organisationen Schalom Achschaw, Arik Institute for Reconciliation, Tolerance and Peace und Rabbis for Human Rights, die israelisch-palästinensischen Organisationen Genfer Initiative und Ta’ayush sowie weitere zivilgesellschaftliche Initiativen und Institutionen.

## Diskografie

### Alben
- 1994: Noa
- 1996: Calling
- 1997: Achinoam Nini
- 2000: Blue Touches Blue
- 2002: Now
- 2008: Genes & Jeans
- 2011: Noapolis – Noa Sings Napoli
- 2015: Love Medicine
- 2019: Letters to Bach
- 2021: Afterallogy

### Live-Alben
- 1991: Achinoam Nini and Gil Dor Live
- 1998: Achinoam Nini & the Israel Philharmonic Orchestra
- 2005: Noa Live
- 2006: Live In Israel (International)

### Kompilationen
- 2001: First Collection
- 2003: Noa Gold

### Kollaborationen
- 1993: Achinoam Nini and Gil Dor (mit Gil Dor)
- 2009: There Must Be Another Way (mit Mira Awad)

### Singles (Auswahl)
- 1994: I Don’t Know
- 1994: Ave Maria
- 1999: Imagine (mit Khaled)
- 2000: Beautiful That Way
- 2000: La vida es bella (mit Miguel Bosé)
- 2002: Eye in the Sky
- 2009: There Must Be Another Way (mit Mira Awad)
- 2019: No, Baby (mit Gil Dor)